# Сквирська вулиця (Київ)
Скви́рська ву́лиця — вулиця в Голосіївському районі міста Києва, місцевість Ширма. Пролягає від Батумської вулиці до тупика.
Прилучається Сквирський провулок.

## Історія
Вулиця виникла на початку 50-х років XX століття під назвою 753-тя Нова вулиця. Сучасна назва — з 1953 року.